# Сондало
Сондало (італ. Sondalo) — муніципалітет в Італії, у регіоні Ломбардія, провінція Сондріо.
Сондало розташоване на відстані близько 530 км на північ від Рима, 135 км на північний схід від Мілана, 45 км на північний схід від Сондріо.
Населення — 4173 особи (2014).
Щорічний фестиваль відбувається 21 січня. Покровитель — Santa Agnese.

## Демографія
Населення за роками:

Станом на 1 січня 2023 року в муніципалітеті офіційно проживало 145 іноземців з 34 країн, серед них 54 громадяни країн Євросоюзу та 4 громадяни України.

## Сусідні муніципалітети
- Грозіо
- Вальдізотто
- Вальфурва
- Вальдідентро